# 31 tháng 3
Ngày 31 tháng 3 là ngày thứ 90 (91 trong năm nhuận) trong lịch Gregory. Còn 275 ngày trong năm.

## Sự kiện

### Trong nước
- 1028 – Loạn Tam vương (Vũ Đức Vương, Dực Thánh Vương và Đông Chính Vương) nhà Lý. Cuộc nổi loạn bị Lê Phụng Hiểu dập tắt ngay trong ngày.
- 1966 – Thành lập Viện Đại học Cần Thơ
- 1968
  - Sau hơn hai tháng tổng tiến công và nổi dậy trên toàn miền Nam, ở Huế, ta đã làm chủ thành phố 25 ngày, thành lập Chính quyền Cách mạng.
  - Chiến tranh Việt Nam: Tổng thống Mỹ Johnson tuyên bố ngừng ném bom miền Bắc Việt Nam từ vĩ tuyến 20 trở ra.
- 1975 – Bộ Chính trị họp tại Hà Nội quyết định mở cuộc tổng tấn công và nổi dậy giải phóng Sài Gòn, tốt nhất là trong tháng 4 nǎm 1975. Tư tưởng chỉ đạo: Thần tốc, táo bạo, bất ngờ, chắc thắng.
- 1981 – Thành lập Nhà máy Z183, Tổng cục Công nghiệp Quốc phòng Việt Nam.
- 1996 – Kênh VTV3 chính thức được lên sóng, là kênh thể thao, giải trí và thông tin kinh tế của Đài Truyền hình Việt Nam.
- 2021 – Vương Đình Huệ được bầu làm Chủ tịch Quốc hội Việt Nam

### Quốc tế
- 617 – Tùy mạt Đường sơ: Thủ lĩnh nổi dậy Lý Mật lập đàn trường, lên ngôi Ngụy công và cải niên hiệu.
- 1854 – Phó đề đốc Matthew C. Perry của Hải quân Hoa Kỳ và mạc phủ Tokugawa ký kết Hiệp ước Kanagawa, buộc Nhật Bản phải mở cảng giao thương với Hoa Kỳ.
- 1889 – Khánh thành tháp Eiffel tại Paris, tháp trở thành biểu tượng văn hóa của Pháp và là một trong những kiến trúc đặc sắc trên thế giới.
- 1940 – Cộng hòa Xã hội chủ nghĩa Xô viết Karelia-Phần Lan được thành lập bên trong Liên Xô, trên cơ sở hợp nhất Cộng hòa Xã hội chủ nghĩa Xô viết Tự trị Karelia và Cộng hòa Dân chủ Phần Lan.
- 1942 – Chiến tranh thế giới thứ hai: Do một cuộc nổi loạn của binh sĩ Ấn Độ chống lại người Anh, Nhật Bản chiếm đóng đảo Giáng Sinh mà không gặp trở ngại.
- 1949 – Sau khi được tán thành qua trưng cầu dân ý, Newfoundland gia nhập Canada với vị thế là tỉnh thứ 12 của liên bang.
- 1991 – Tổ chức Hiệp ước Warsaw chấm dứt hoạt động.
- 1992 – Thiết giáp hạm hoạt động cuối cùng của Hải quân Hoa Kỳ là USS Missouri được cho ngừng hoạt động tại Long Beach, California.
- 1995 – Ca sĩ-người viết ca khúc, Selena Quintanilla, được mệnh danh là "Nữ hoàng nhạc Tejano", bị chủ tịch câu lạc bộ người hâm mộ, Yolanda Saldívar giết tại Corpus Christi, Texas.

## Sinh

### Việt Nam
- 1928 – Nguyễn Khánh, chính khách Việt Nam, Phó Thủ tướng Chính phủ nước Cộng hòa Xã hội Chủ nghĩa Việt Nam (m. 2023)
- 1931 – Nguyễn Viết Thanh, thiếu tướng Quân Lực Việt Nam Cộng hòa (m. 1970)

### Các quốc gia khác
- 250 – Constantius Chlorus, hoàng đế người România
- 1360 – Philippa of Lancaster, nữ hoàng Bồ Đào Nha (m. 1415)
- 1425 – Bianca Maria Visconti, nữ công tước Milan (m. 1468)
- 1536 – Ashikaga Yoshiteru, tướng quân shogun người Nhật Bản (m. 1565)
- 1596 – René Descartes, nhà triết gia, nhà khoa học, nhà toán học người Pháp (m. 1650)
- 1621 – Andrew Marvell, nhà thơ người Anh (m. 1678)
- 1730 – Étienne Bézout, nhà toán học người Pháp (m. 1783)
- 1732 – Joseph Haydn, nhà soạn nhạc người Áo (m. 1809)
- 1777 – Charles Cagniard de la Tour, nhà vật lý người Pháp (m. 1859)
- 1778 – Coenraad Jacob Temminck, nhà động vật học người Đức (m. 1858)
- 1794 – Thomas McKean Thompson McKennan, chính khách người Mỹ (m. 1852)
- 1809 – Edward FitzGerald, nhà thơ người Anh (m. 1883)
- 1811 – Robert Wilhelm Bunsen, nhà hóa học, nhà phát minh người Đức (m. 1899)
- 1819 – Prince Chlodwig zu Hohenlohe-Schillingsfürst, Đức Chancellor (m. 1901)
- 1847 – Yegor Ivanovich Zolotarev, nhà toán học người Nga (m. 1878)
- 1871 – Arthur Griffith, tổng thống Ireland (m. 1922)
- 1876 – Borisav "Bora" Stanković, nhà văn người Serbia (m. 1927)
- 1878 – Jack Johnson, võ sĩ quyền Anh người Mỹ (m. 1946)
- 1884 – Adriaan van Maanen, nhà thiên văn người Đức (m. 1946)
- 1885 – Pascin, họa sĩ người Bulgaria (m. 1930)
- 1890 – William Lawrence Bragg, nhà vật lý, giải thưởng Nobel người Anh (m. 1971)
- 1891 – Victor Varconi, diễn viên người Hungary (m. 1976)
- 1893 – Clemens Krauss, người chỉ huy dàn nhạc người Áo (m. 1954)
- 1906 – Shin'ichiro Tomonaga, nhà vật lý, giải thưởng Nobel người Nhật Bản (m. 1979)
- 1907 – Eddie Quillan, diễn viên người Mỹ (m. 1990)
- 1908 – Red Norvo, nhạc Jazz Vibraphonist người Mỹ (m. 1999)
- 1911 – Elisabeth Grümmer, ca sĩ soprano người Đức (m. 1986)
- 1914 – Octavio Paz, nhà ngoại giao, nhà văn, giải thưởng Nobel người México (m. 1998)
- 1915 – Albert Hourani, sử gia người Anh (m. 1993)
- 1919 – Frank Akins, cầu thủ bóng đá người Mỹ (m. 1993)
- 1922 – Richard Kiley, diễn viên, ca sĩ người Mỹ (m. 1999)
- 1924
  - Leo Buscaglia, tác gia người Mỹ (m. 1998)
  - Charles Guggenheim, đạo diễn phim, nhà sản xuất người Mỹ (m. 2002)
- 1925 – Jean Coutu, diễn viên người Pháp (m. 1999)
- 1926 – John Fowles, tác gia người Anh (m. 2005)
- 1927 – William Daniels, diễn viên người Mỹ
- 1928
  - Lefty Frizzell, ca sĩ, người sáng tác bài hát người Mỹ (m. 1975)
  - Gordie Howe, vận động viên khúc côn cầu trên băng người Canada
- 1929
  - Liz Claiborne, Mỹ thời trang nhà thiết kế người Bỉ (m. 2007)
  - Bertram Fields, luật sư người Mỹ
- 1931 – Miller Barber, vận động viên golf người Mỹ
- 1932 – Nagisa Oshima, đạo diễn phim người Nhật Bản
- 1933 – Nichita Stănescu, nhà thơ người România (m. 1983)
- 1934
  - Richard Chamberlain, diễn viên người Mỹ
  - Shirley Jones, ca sĩ, nữ diễn viên người Mỹ
  - Carlo Rubbia, nhà vật lý, giải thưởng Nobel người Ý
  - John D. Loudermilk, ca sĩ, người sáng tác bài hát người Mỹ
- 1935 – Judith Rossner, tác gia người Mỹ
- 1936
  - Bob Pulford, vận động viên khúc côn cầu trên băng người Canada
  - Marge Piercy, nhà văn người Mỹ
  - Dokumamushi Sandayu, diễn viên người Nhật Bản
- 1938
  - Bill Hicke, vận động viên khúc côn cầu trên băng người Canada (m. 2005)
  - Michiko Nomura, diễn viên lồng tiếng người Nhật Bản
  - Arthur B. Rubinstein, nhà soạn nhạc người Mỹ
  - David Steel, chính khách người Scotland
- 1939
  - Zviad Gamsakhurdia, tổng thống Gruzia đầu tiên (m. 1993)
  - Volker Schlöndorff, đạo diễn phim người Đức
- 1942 – Ulla Hoffmann, chính khách người Thụy Điển
- 1943 – Christopher Walken, diễn viên người Mỹ
- 1944 – Pascal Danel, ca sĩ, người sáng tác bài hát người Pháp
- 1945
  - Valerie Curtin, nữ diễn viên, nhà văn, nhà sản xuất người Mỹ
  - Gabe Kaplan, diễn viên, diễn viên hài người Mỹ
- 1946 – Gonzalo Márquez, vận động viên bóng chày người Venezuela (m. 1984)
- 1947 – Cesar Gaviria Trujillo, tổng thống Colombia
- 1948 – Rhea Perlman, nữ diễn viên người Mỹ
- 1950
  - Ed Marinaro, cầu thủ bóng đá, diễn viên người Mỹ
  - András Adorján, đấu thủ cờ vua người Hungary
- 1952 – Dermot Morgan, diễn viên người Ireland (m. 1998)
- 1955 – Robert Vance, cầu thủ cricket người New Zealand
- 1957
  - Marc McClure, diễn viên người Mỹ
  - Alan Duncan, chính khách người Anh
- 1958 – Tony Cox, diễn viên người Mỹ
- 1962 – John Taylor, cầu thủ bóng đá người Mỹ
- 1963 – Paul Mercurio, diễn viên, diễn viên múa người Úc
- 1965 – Tom Barrasso, vận động viên khúc côn cầu trên băng người Mỹ
- 1966 – Roger Black, vận động viên người Anh
- 1968 – Naoya Ogawa, đô vật Wrestling chuyên nghiệp người Nhật Bản
- 1969
  - Samantha Brown, người dẫn chương trình truyền hình người Mỹ
  - Steve Smith, cầu thủ bóng rổ người Mỹ
  - Nyamko Sabuni, chính khách người Thụy Điển
- 1971
  - Pavel Bure, vận động viên khúc côn cầu trên băng người Nga
  - Ewan McGregor, diễn viên người Scotland
  - Martin Atkinson, trọng tài người Anh
- 1972
  - Alejandro Amenábar, đạo diễn phim người Tây Ban Nha
  - Andrew Bowen, diễn viên người Mỹ
- 1974 – Benjamin Eicher, đạo diễn phim Thụy Sĩ
- 1975 – Adam Green, đạo diễn phim người Mỹ
- 1976
  - Josh Saviano, diễn viên người Mỹ
  - Ashton Moore, nữ diễn viên khiêu dâm người Mỹ
- 1977 – Garth Tander, người đua xe người Úc
- 1978
  - Stephen Clemence, cầu thủ bóng đá người Anh
  - Jérôme Rothen, cầu thủ bóng đá người Pháp
  - Tony Yayo, ca sĩ nhạc Rapp người Mỹ
- 1979 – Josh Kinney, vận động viên bóng chày người Mỹ
- 1980
  - Chien-Ming Wang, vận động viên bóng chày người Đài Loan
  - Maaya Sakamoto, diễn viên lồng tiếng người Nhật Bản
  - Michael Ryder, vận động viên khúc côn cầu trên băng người Canada
- 1981 – Maarten van der Weijden, vận động viên bơi lội người Đức
- 1982
  - Tal Ben Haim, cầu thủ bóng đá người Israel
  - Philippe Mexès, cầu thủ bóng đá người Pháp
- 1983
  - Paddy McCarthy, cầu thủ bóng đá người Ireland
  - Vlasios Maras, vận động viên thể dục người Hy Lạp
- 1984 – James Jones, cầu thủ bóng đá người Mỹ
- 1988 – Hogan Ephraim, cầu thủ bóng đá người Anh
- 1997 – Koo Jun-hoe, ca sĩ và vũ công người Hàn Quốc

## Mất

### Việt Nam
- 1028 – Lý Thái Tổ, Hoàng đế đầu tiên của triều Lý trong lịch sử Việt Nam, Anh hùng dân tộc Việt Nam, (s. 974)
- 1986 – Trịnh Đình Thảo, luật sư và chính khách Việt Nam (s. 1901)

### Các quốc gia khác
- 1204 – Eleanor of Aquitaine, nữ hoàng Pháp, Anh (s. 1121)
- 1703 – Johann Christoph Bach, nhà soạn nhạc người Đức (s. 1642)
- 1727[a] – Isaac Newton, nhà vật lý, toán học Anh (s. 1642/43)
- 1741 – Pieter Burmann the Elder, nhà học giả kinh điển người Đức (s. 1668)
- 1783 – Nikita Ivanovich Panin, chính khách người Nga (s. 1718)
- 1837 – John Constable, họa sĩ người Anh (s. 1776)
- 1855 – Charlotte Brontë, tác gia người Anh (s. 1816)
- 1877 – Antoine Augustin Cournot, nhà toán học người Pháp (s. 1801)
- 1880 – Henryk Wieniawski, nhà soạn nhạc người Ba Lan (s. 1835)
- 1885 – Franz Wilhelm Abt, nhà soạn nhạc người Đức (s. 1819)
- 1913 – John Pierpont Morgan, Financier người Mỹ (s. 1837)
- 1915 – Wyndham Halswelle, vận động viên người Scotland (s. 1882)
- 1917 – Emil Adolf von Behring, thầy thuốc, giải thưởng Nobel người Đức (s. 1854)
- 1927 – Borisav "Bora" Stanković, nhà văn người Serbia (s. 1875)
- 1931 – Knute Rockne, bóng đá huấn luyện viên người Mỹ (s. 1888)
- 1944 – Mineichi Koga, đô đốc người Nhật Bản (s. 1885)
- 1945 – Hans Fischer, nhà hóa học, giải thưởng Nobel người Đức (s. 1881)
- 1956 – Ralph DePalma, người lái xe đua người Ý (s. 1884)
- 1968 – Grover Lowdermilk, vận động viên bóng chày người Mỹ (s. 1885)
- 1972 – Meena Kumari, nữ diễn viên Ấn Độ (s. 1932)
- 1976 – Paul Strand, nhà nhiếp ảnh người Mỹ (s. 1890)
- 1980
  - Vladimír Holan, nhà thơ người Séc (s. 1905)
  - Jesse Owens, vận động viên người Mỹ (s. 1913)
- 1981 – Enid Bagnold, nhà soạn kịch người Anh (s. 1889)
- 1983 – Christina Stead, nhà văn người Úc (s. 1902)
- 1984 – Ronald Clark O'Bryan, kẻ giết người người Mỹ (s. 1944)
- 1985 – Jeanine Deckers, Nun người Bỉ (s. 1933)
- 1986 – Jerry Paris, diễn viên người Mỹ (s. 1925)
- 1988 – William McMahon, thủ tướng người Úc thứ 20 (s. 1908)
- 1993
  - Lý Quốc Hào, diễn viên Mỹ gốc Hoa con trai của cố võ sĩ, nam diễn viên Lý Tiểu Long, tai nạn trong lúc đóng phim (s. 1965)
  - Mitchell Parish, nhà thơ trữ tình người Mỹ (s. 1900)
- 1995 – Selena, ca sĩ người México (s. 1971)
- 1998
  - Bella Abzug, chính khách người Mỹ (s. 1920)
  - Tim Flock, người lái xe đua người Mỹ (s. 1924)
- 1999 – Yuri Knorozov, nhà ngôn ngữ học người Nga (s. 1922)
- 2001 – Clifford Shull, nhà vật lý, giải thưởng Nobel người Mỹ (s. 1915)
- 2002 – Barry Took, diễn viên hài người Anh (s. 1928)
- 2003
  - H.S.M. Coxeter, nhà hình học người Anh (s. 1907)
  - Tommy Seebach, ca sĩ người Đan Mạch (s. 1949)
  - Anne Gwynne, nữ diễn viên người Mỹ (s. 1918)
- 2005 – Stanley J. Korsmeyer, bác sĩ khoa ung thư người Mỹ (s. 1951)
- 2015 – Fujiwara Cocoa, nữ họa sĩ manga người Nhật Bản (s. 1983)

## Ngày lễ và kỷ niệm
- 2015: Quốc Tế 2 kiểu chữ
- Lễ Phục Sinh (Kitô giáo Tây phương)
- Ngày Kỷ niệm Quốc vương Nangklao tại Thái Lan.